# Stelis greenwoodii
Stelis greenwoodii är en orkidéart som beskrevs av Soto Arenas och Rodolfo Solano Gómez. Stelis greenwoodii ingår i släktet Stelis och familjen orkidéer. Inga underarter finns listade i Catalogue of Life.